# Judd Winick
Judd Winick (nascido em 12 de fevereiro de 1970) é um escritor e artista de banda desenhada e de tira diária estadunidense. Ficou mais conhecido pela sua passagem no programa da MTV, The Real World: San Francisco.
Judd Winick também é o criador da série de desenho animado The Life and Times of Juniper Lee (no Brasil, A Vida e Aventuras de Juniper Lee).